# Medicina baseada em evidências
A medicina baseada em evidências (MBE) - denominada medicina baseada na evidência em Portugal - é um movimento médico que usa evidências científicas existentes e disponíveis no momento, com boa validade interna e externa, para a aplicação de seus resultados na prática clínica, se baseando no método científico, especialmente àquelas tradicionalmente estabelecidas que ainda não foram submetidas ao escrutínio sistemático científico. Evidências significam, aqui, provas científicas.
A Medicina Baseada em Evidências adota técnicas oriundas da ciência, engenharia e estatística tais como: meta-revisões da literatura existente (também conhecidas como metanálises), análise de risco-benefício, experimentos clínicos aleatorizados e controlados, estudos naturalísticos populacionais, dentre outras. Ela luta para que todos os médicos façam "uso consciencioso, explícito e judicioso da melhor evidência atual" quando fazem decisões em seu trabalho de cuidado individual dos pacientes.

## História
Um dos criadores deste movimento foi o professor Archie Cochrane, pesquisador britânico autor do livro Effectiveness and Efficiency: Random Reflections on Health Services (1972). Sua luta levou à crescente aceitação popular do conceito da medicina baseada em evidências. Seu trabalho foi reconhecido e homenageado com a criação dos centros de pesquisa de medicina baseada em evidências – os Cochrane Centres – e de uma organização internacional chamada de Cochrane Collaboration.

## Procedimento
A prática da MBE implica não somente conhecimento e experiência clínicas, mas também “expertise” em procurar, encontrar, interpretar e aplicar os resultados de estudos científicos epidemiológicos aos problemas individuais de seus pacientes. Implica ainda saber como calcular e comunicar os riscos e os benefícios dos diferentes cursos de ação aos seus pacientes.

## Críticas e justificativas
Os críticos da MBE dizem que muitos médicos já fazem isto em sua prática médica. Também dizem que evidências científicas são, frequentemente, deficientes em muitas áreas do conhecimento médico. Dizem que a falta de evidência de benefícios e que a falta de benefícios não são a mesma coisa e que quanto mais dados são reunidos e agregados, mais difícil se torna comparar os resultados de uma pesquisa específica com aqueles do paciente que está sendo tratado.
A despeito de todos esses problemas, a MBE tem tido cada vez mais sucesso em atribuir a afirmação ex cathedra de um profissional de saúde para a forma menos válida de evidência. Agora, os todos médicos experts devem, sempre que possível, procurar basear seus pronunciamentos em referências da literatura relevante e mais atual. Assim, a Medicina Baseada em Evidências contrapõe-se a chamada Medicina Baseada na Autoridade.

## Exemplo e como funciona
Por exemplo, se um médico oftalmologista diz que não há necessidade de se realizar a limpeza de um aparelho que entra em contato com a córnea de seu paciente antes de usá-lo em outro paciente, ele deverá fornecer uma evidência - uma prova científica - dessa afirmação. Assim, deverá procurar um estudo epidemiológico em que foi acompanhado um número suficiente de pacientes que tiveram o exame realizado após assepsia do aparelho, comparado com um número semelhante de outros pacientes que tiveram o exame realizado sem a referida assepsia, por um período de tempo adequado. Se tal estudo não existir, deverá montar tal estudo. Após o período de acompanhamento (de anos a décadas) deverá ser analisada a história de todos os pacientes quanto a quaisquer alterações de saúde.
Segundo a Medicina baseada em Evidências, é apenas após a aplicação de um método estatístico adequado aos resultados de incidências de doenças (oculares e não oculares) de ambos os grupos, que se poderá chegar à conclusão de que a realização da assepsia do aparelho é necessária ou não. Qualquer profissional - seja médico ou não - que realize qualquer afirmação sobre a saúde de uma pessoa sem embasá-la em estudos científicos está fazendo medicina baseada em autoridade e não medicina baseada em evidências científicas.

## MBE no Brasil
A MBE foi introduzida no Brasil pelo Prof. Dr. Álvaro Nagib Atallah (pai da MBE no Brasil), Professor Titular e Chefe da Disciplina de Medicina de Urgência e Medicina Baseada em Evidências da Universidade Federal de São Paulo, Coordenador do Programa de Pós-Graduação em Medicina Interna e Terapêutica da UNIFESP, diretor do Centro Cochrane do Brasil.
Em outubro de 1996 o Prof. Dr. Álvaro Nagib Atallah funda o Centro Cochrane do Brasil, um dos 14 centros da Colaboração Cochrane ao redor do mundo. O Centro Cochrane do Brasil é a principal organização não governamental e sem fins lucrativos a promover o ensino, pesquisa e extensão em MBE, prática baseada em evidências e saúde baseada em evidências do Brasil. Além disso, é parceira da Universidade Federal de São Paulo e Ministério da Saúde.
Durante a pandemia da covid-19 no Brasil, o oncologista Bruno Filardi e o cardiologista autor do livro Manual de Medicina Baseada em Evidências (2021), José Alencar, se destacaram nas redes sociais ao debater e defender a MBE na corrida das vacinas e supostos tratamentos contra a COVID-19. A bióloga e divulgadora científica Natalia Pasternak, também se destacou ao defender o movimento na CPI da COVID-19.